# Dembrédiessé
Dembrédiessé, également appelé Dambréguessé, est une localité située dans le département de Rambo de la province du Yatenga dans la région Nord au Burkina Faso.

## Géographie
Dembrédiessé se trouve à environ un kilomètre au sud de Rambo, le chef-lieu du département, et à environ une quarantaine de kilomètres au sud-est de Séguénéga.

## Économie
L'économie du village est principalement basée sur l'agriculture et l'élevage.

## Santé et éducation
Le centre de soins le plus proche de Dembrédiessé est le centre de santé et de promotion sociale (CSPS) de Rambo tandis que le centre médical avec antenne chirurgicale (CMA) se trouve à Séguénéga.
Dembrédiessé possède une école primaire publique.